# ローストポーク

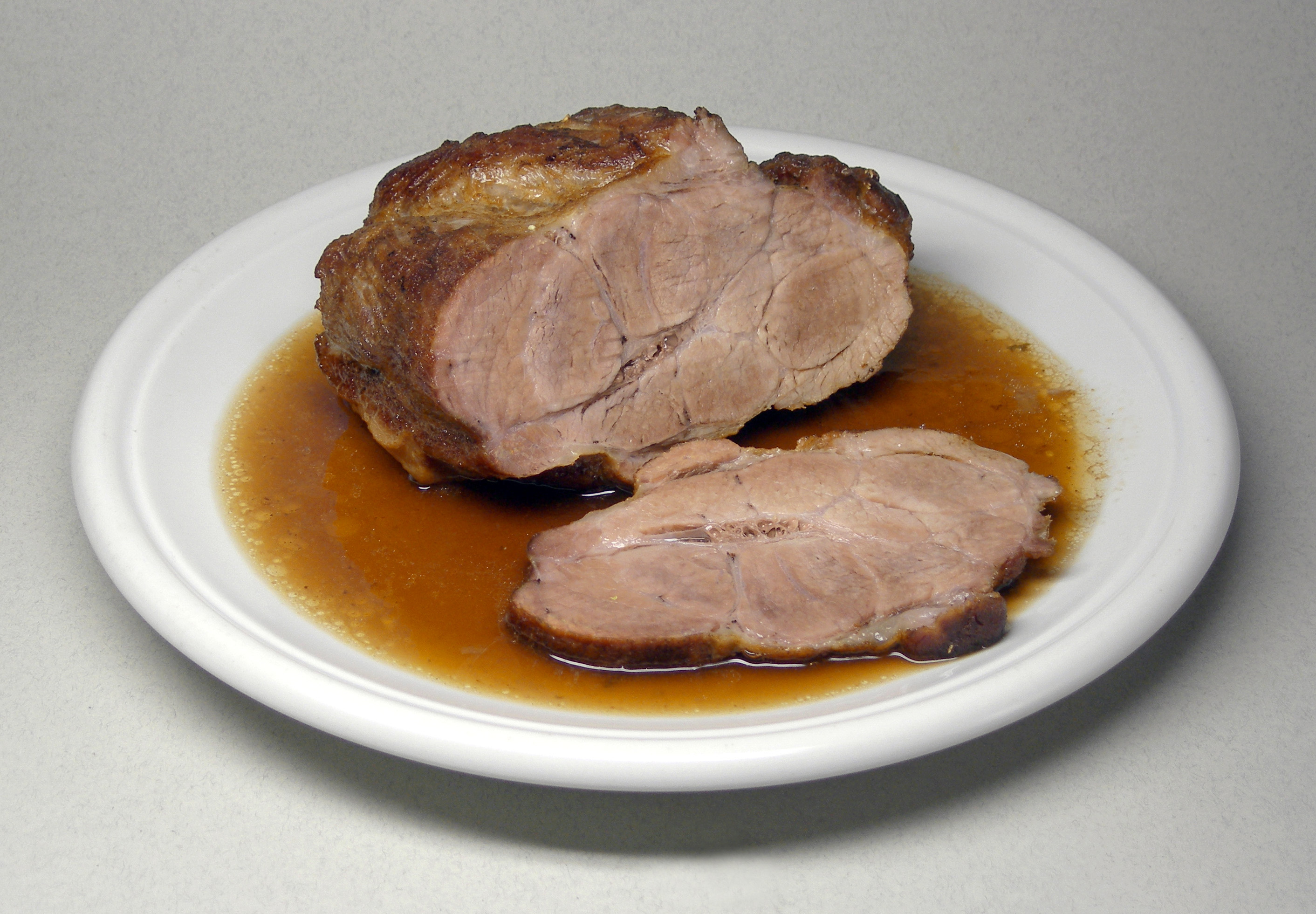
ローストポークの調理例。ソースにビールを用いたバイエルンスタイルのもの。

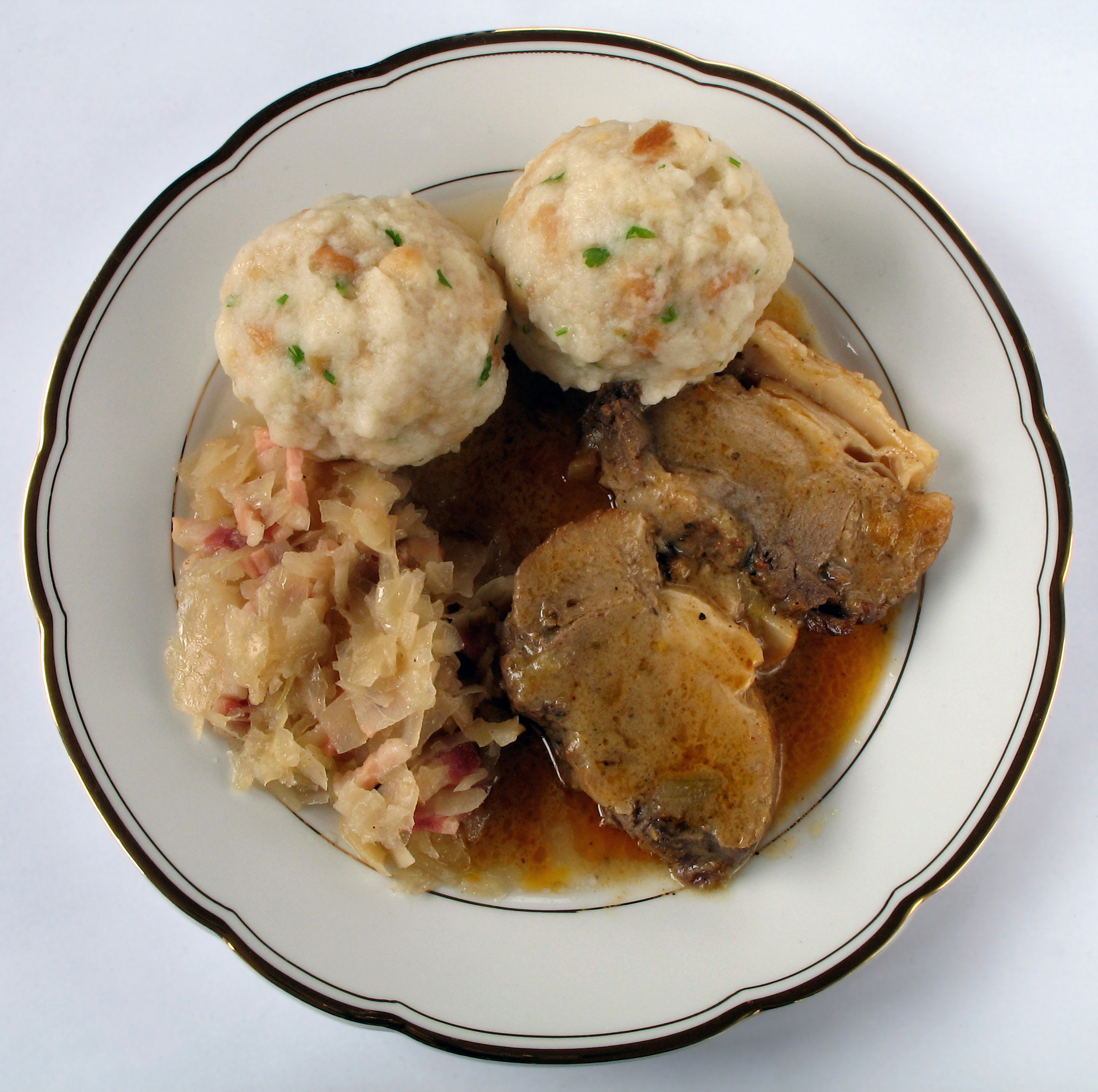
ザワークラウトと Semmelnknödeln（ドイツの伝統的な団子状のパン）が添えられたもの。

ローストポーク（英語: Roast pork, ドイツ語: Schweinsbraten）は、豚肉の塊肉（ブロック）にオーブン等で火を通した料理。ドイツ南部・オーストリア・スイスの伝統料理である。

## 概要
常に内部に赤みが残るよう仕上げられるローストビーフとは異なり、中心まで完全に火を通して提供される場合もある。またバリエーションとして、皮をパリパリの状態に焼き上げるものもある。
典型的には豚のネック、かた・ロース、もも等の部位の肉で作る。豚肉は牛肉よりも水分含量が多く肉質が緻密でないため、火の通りが早く加熱時の変化が急激である。従って、塊肉を適切な状態で仕上げるためには緩やかに加熱する必要がある。オーブンでのローストに先立っては、フライパンなどで表面を焼き固めて（リソレ；フランス語: rissoler）肉汁を閉じ込める。
香辛料としてはキャラウェイ、コリアンダー、マジョラム、ニンニクなどを使う。ロースト時にはよくニンジン、セロリ、ルートパセリ、タマネギなどの香味野菜が添えられる。